# Пам'ятник жертвам Голодомору 1932—1933 років (Біла)
Пам'ятник жертвам Голодомору 1932—1933 років у Білій — перший у Західній Україні символічний знак (хрест) на вшанування жертв Голодомору в Україні 1932—1933 років у с. Біла поблизу Тернополя.

## Історія монумента

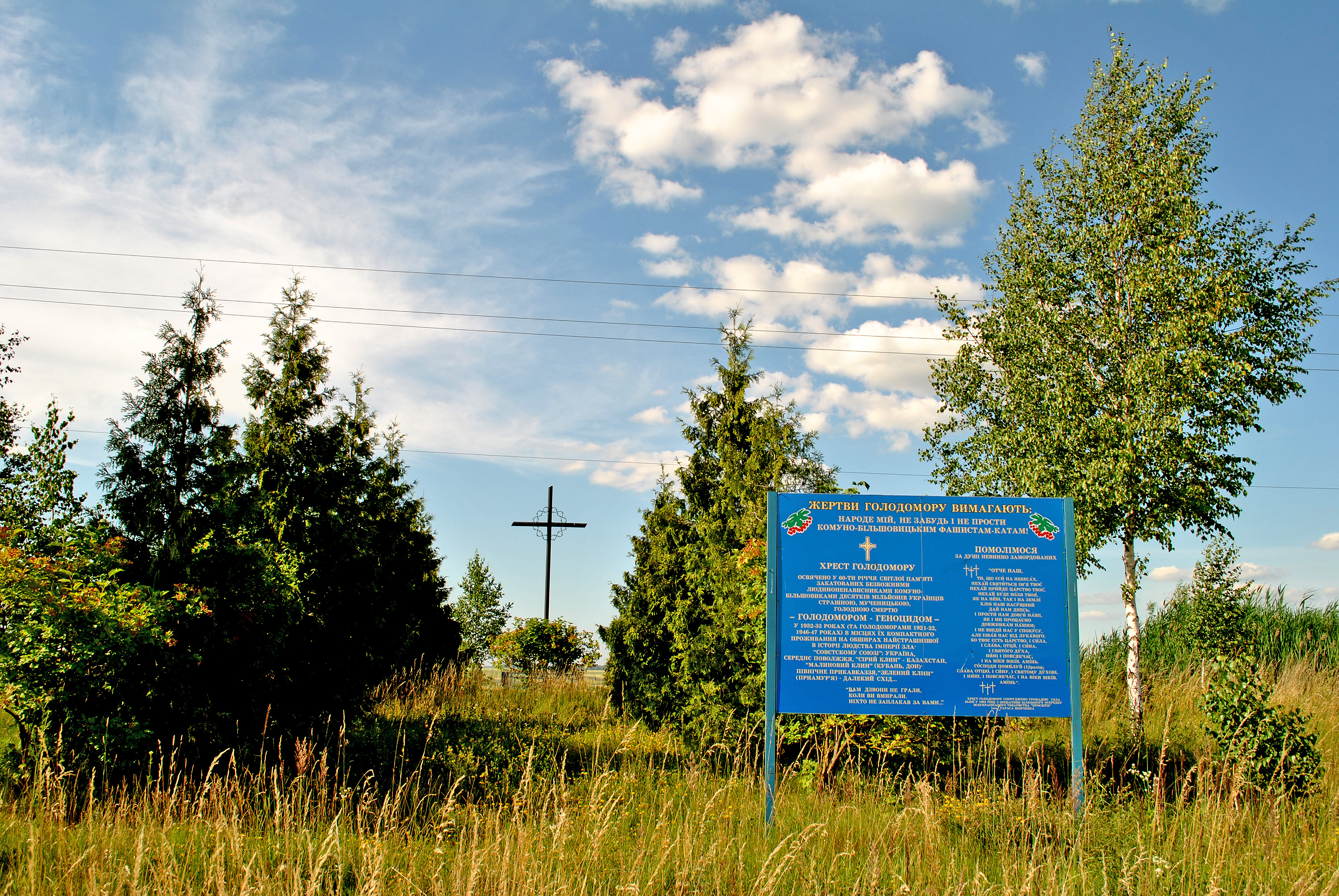
Вигляд на пам'ятний знак

Пам'ятник встановлений на північній околиці села Білої біля автошляху Р41 у 60-ту річницю пам'яті жертв Голодомору. Ініціаторами виступили члени місцевої «Просвіти», зокрема її активіст Степан Проць, а також Володимир Дідик та спілки політв'язнів і репресованих.
Посвячення відбулося в неділю 24 жовтня 1993 року за участю церковних братств із Білої, Великого Глибочка, Плотичі, Пронятина і Чистилова. Священики греко-католицької та православної парафії відслужили панахиду. Опісля відбувся мітинг, який організувала голова Білецької «Просвіти» Марія Федун. Виступили учні Білецької школи та хор «Просвіти» імені С. Крушельницької. На відкритті пам'ятника були присутні тодішній голова Тернопільської районної ради Роман Решетуха представник Президента в Тернопільському районі Роман Сидяга.
Щороку осередок «Просвіти» за підтримки Тернопільської райдержадміністрації і районної та сільської рад, жителів навколишніх сіл, священиків організовують пам'ятний хід до хреста. Священики служать Поминальну панахиду, а діти роздають присутнім шматочки чорного хліба як своєрідне причастя за тих земляків, які, вмираючи від рук душогубців, не змогли його прийняти.

## Відомості
Пам'ятник у вигляді чорного шестиметрового хреста в терновому вінку встановлений біля автошляху. Він є знаком того, що селяни Тернопільщини виявляли протест Радянській владі, збирали зерно і відправляли у східні області для голодних людей.
На хресті є таблиця з написом:
| ПАМ'ЯТІ НАЙБІЛЬШОЇ З ТРАГЕДІЙ ХХ СТОЛІТТЯ мільйонам українців, які загинули мученицькою смертю від голоду 1932—1933 років, запланованого більшовицьким терором. «Просвіта» 1993 рік. |

Біля дороги встановлений інформаційний стенд, на якому написано:
| ЖЕРТВИ ГОЛОДОМОРУ ВИМАГАЮТЬ: Народе мій, не забудь і не прости комуно-більшовицьким фашистам-катам! | |
| † Хрест Голодомору освячено у 60-ти річчя світлої пам'яті закатованих безбожними людиноненависними комуно- більшовиками десятків мільйонів українців страшною мученицькою голодною смертю — ГОЛОДОМОРОМ — ГЕНОЦИДОМ — у 1932-33 роках (та Голодоморами 1921-22, 1946-47 роках) в місцях їх компактного проживання на обширах найстрашнішої в історії людства імперії зла — «Совєтскому Союзі»: Україна, Середнє Поволжжя, «Сірий Клин» — Казахстан, «Малиновий Клин» (Кубань, Дон) — Північне Прикавказзя, «Зелений Клин» (Приамур'я) — Далекий Схід… «Вам дзвони не грали, Коли ви вмирали. Ніхто не заплакав за вами…» | ПОМОЛІМОСЯ за душі невинно замордованих ††† «ОТЧЕ НАШ, ти, що єси на небесах, нехай святиться Ім'я Твоє, нехай прийде царство Твоє, нехай буде воля Твоя, як на небі, так і на землі, хліб наш насущний дай нам днесь; і прости нам довги наші, як і ми прощаємо довжникам нашим; і не введи нас у спокусу, але ізбав нас від лукавого, бо Твоє єсть царство, і сила, і слава, Отця, і Сина, і Святого Духа, нині і повсякчас, і на віки віків. Амінь. Господи помилуй (12 разів); Слава Отцю, і Сину, і Святому Духові, і нині, і повсякчас, і на віки віків. Амінь.» ††† |
| | Хрест Голодомору споруджено громадою села Білої у 1993 році з ініціативи Білецького осередку Всеукраїнського товариства «Просвіти» імені Тараса Шевченка |